# مهدی جعفرپور
مهدی جعفر پور (زادهٔ ۲۹ مرداد ۱۳۶۳) بازیکن سابق فوتبال اهل ایران است.
او دوران خدمت سربازی خود را در باشگاه فوتبال پاس سپری کرد. در ۳ دی ۱۳۸۶ دو تیم پاس همدان و پرسپولیس تهران در مرحلهٔ یک‌هشتم نهایی مسابقات جام حذفی ۸۷–۱۳۸۶ و در همدان به مصاف یک‌دیگر رفتند. در این دیدار مهدی جعفرپور بازیکن تیم پاس همدان ۳ گل به ثمر رساند تا این تیم با نتیجهٔ ۳ بر صفر پرسپولیس تهران را از پیش رو بردارد.
جعفرپور همچنین سابقهٔ حضور در تیم‌های سپاهان، سایپا و پرسپولیس را نیز دارد. او اصالتا اهل روستای سرخکلا شهرستان سوادکوه است..

## افتخارات

### باشگاهی

#### سپاهان
- لیگ برتر خلیج فارس
  - قهرمان (۳): ۱۳۸۹–۱۳۸۸، ۱۳۹۰–۱۳۸۹، ۱۳۹۱–۱۳۹۰
- جام حذفی ایران
  - قهرمان (۲): ۱۳۸۵–۱۳۸۴، ۱۳۹۲–۱۳۹۱